# 关天培祠墓
关天培祠、墓，位于江苏省淮安市淮安区，是中华人民共和国江苏省文物保护单位之一。
1982年3月25日，授予江苏省文物保护单位，是一座古墓葬。